# Trachelostenidae
Trachelostenidae es una  familia de coleópteros polífagos. Se encuentran solo en Chile. La posición sistemática de la familia es incierta, pero se considera a menudo estrechamente relacionada  Tenebrionidae. La especie Trachelostenus inaequalis, que es muy colorida, se produce en el llamado bosque magallánico, al oeste de los Andes en el sur de Chile.

## Géneros
- Lagriola
- Trachelostenus